# 欧洲联盟
欧洲联盟（英語：European Union），简称欧盟（EU），是歐洲多國共同建立的政治、经济及司法的超主权实体，現拥有27個成员国，正式官方语言有24种。規範歐盟的條約經修訂，目前歐盟的運作方式依照《里斯本條約》。政治上所有成員國均為議會民主國家（2008年《經濟學人》民主狀態調查）；经济上為世界上第三大经济实体，德国与法国為歐盟兩大核心成員國；軍事上除愛爾蘭、奧地利、马耳他与塞浦路斯四國以外，其餘23個歐盟成員國均為北大西洋公約组织的成員國。
歐盟目前是歐洲地區規模較大的區域性經濟合作的邦聯制國際組織。成員國已將部分國家主權交給組織（主要是经济方面，如貨幣、金融政策、內部市場、外貿，亦包括外交政策，歐盟各國的外交政策受歐盟委員會約束），加上歐盟委員會（行政權）連同具政治影響力的歐盟理事會、歐洲議會（立法權）和歐盟法院（司法權），令歐盟越來越像聯邦制國家。雖然歐盟還不是真正的國家，歐盟本身也無權行使各成員國的主權，但里斯本條約第一條第八項（款）允許歐盟簽訂歐洲人權公約成為歐洲委員會的成員國。
歐盟的歷史可追溯至1952年建立的歐洲煤鋼共同體，當時只有六個成員國。1958年又成立歐洲經濟共同體和歐洲原子能共同體，1967年統合在歐洲各共同體之下，1993年《马斯特里赫特条约》生效後轉變成歐盟，並且漸漸地从贸易实体转变成经济和政治联盟。同時，歐洲經濟共同體和後來的歐盟在1973年至2013年期間進行八次擴大，成員國從6個增至最多時有28個。起初推動歐盟建立的動機，是渴望重建二戰后损失惨重的欧洲，以及擔憂欧洲會再度陷入战争泥潭。
歐盟的主要機構有歐盟高峰會（成員國家首腦組成）、欧盟理事会（成員國家部長所組成的欧盟的上議院）、欧盟委员会（欧盟的行政机构）、歐洲議會（欧盟的下議院，唯一直接民選機構）、歐洲法院（欧盟的司法機構）、歐洲中央銀行等。此外，歐洲原子能共同體也在歐洲共同體的管轄範圍之內，但在法律上是獨立於歐盟的國際組織。並使用了共同的貨幣歐元，由27個成員國中的20個採納為流通貨幣；《申根條約》取消部分成員國之間的邊境管制，目前已有23個歐盟成員國和4個非成員國實施，4億多歐盟公民在各國之間也直接享有工作權，甚至一部份的政治參與。在外方面，具備歐洲公民權的可申請使用標記歐盟標注的成員國護照，同時也享有所有成員國的領事保護資格。不過歐洲還未建軍。
目前欧盟的主要议题有欧洲联盟扩大、落實《里斯本條約》、全球暖化問題、非歐元區成員國加入欧元区、歐洲主權債務危機、歐洲移民危機等。2012年10月12日，歐盟獲頒諾貝爾和平獎。2020年1月31日，經過多年的談判，歐盟重要成員英國退出歐洲聯盟。

## 词源
埃夫罗斯这个地名最早是由古希腊人用来指代他们最北端的省份，今天也有同样的名字。那里的主要河流——埃夫罗斯河（今天的马里查河）流经色雷斯肥沃的山谷，色雷斯本身也被称为欧洲，在这个词意味着大陆之前。

## 歷史

欧盟成员国大陆领土的扩张动画（在欧洲共同体之前-2020年），加入国家着色

歐洲統一的思想，在西羅馬帝國滅亡後，20世紀以前就已經出現。中世紀時期的東羅馬帝國，以及其後的法蘭克王國和神聖羅馬帝國等都將歐洲許多地區統一在其疆域之內。1453年，東羅馬帝國首都君士坦丁堡被奧斯曼帝國攻破後，波希米亞國王波傑布拉德的伊日之喬治就於1646年建議，歐洲基督教國家應該組成聯盟，對抗奧斯曼帝國的擴張。
1776年，美國獨立戰爭爆發，當時就有歐洲人設想歐洲仿效美利堅合眾國，建立歐洲合眾國，支持此提議者包括拉法耶特侯爵、塔德乌什·柯斯丘什科等。19世紀初，拿破仑一世曾在大陸封鎖期間在歐洲大陸實行關稅同盟。
最初於1948年由荷蘭、比利時、盧森堡三國組成的關稅聯盟，主要是免除關稅，開放原料、商品的自由貿易。
1950年5月9日，法国外交部长罗伯特·舒曼公布“舒曼计划”，建议将法国、德国的煤钢生产置于一个高级联营机构的管制之下，其他欧洲国家也可参加。
1951年4月18日，西德、荷蘭、比利時、盧森堡、法国、意大利六国签署《巴黎条约》，决定成立歐洲煤鋼共同體，合作推動煤與鋼鐵的生產銷售。1952年7月23日，该条约生效，歐洲煤鋼共同體正式成立。
1957年3月25日，六國在羅馬簽署《羅馬條約》。1958年1月1日，该条约生效，正式成立歐洲經濟共同體和歐洲原子能共同體，旨在創造共同市場，取消會員國間的關稅，促進會員國間勞力、商品、資金、服務的自由流通。
1965年4月8日，六國簽訂《布魯塞爾條約》，决定将煤钢共同体、原子能共同体和经济共同体所属机构加以合并，统称为“欧洲各共同体”。1967年7月1日，该条约生效，“欧洲各共同体”正式成立。
1972年後，丹麥、英國、爱尔兰、希臘、西班牙及葡萄牙先後加入歐洲各共同體。
1987年7月1日，歐洲單一法案生效。1990年6月，簽訂《申根條約》，消除過境關卡限制，使會員國間無國界，於1995年3月26日生效。
1990年10月3日，東西德統一，前者領土併入後者，成為歐共體一部份。
1992年2月7日，《馬斯垂克條約》签订，設立理事會、委員會、議會，逐步由區域性經濟共同開發轉型為區域政經整合的發展。並將歐洲經濟共同體更名為歐洲共同體。
1993年11月1日，《馬斯垂克條約》生效，欧洲联盟正式成立，歐洲三大共同體納入歐洲聯盟，同时发展共同外交及安全政策，并加強司法及內政事務上的合作。
1995年1月1日，會員國增加瑞典、芬蘭和奥地利。
1999年1月1日，推出共同貨幣「歐元」。2002年1月1日，正式啟用。
2004年5月1日，第五次擴張第一階段，塞浦路斯、爱沙尼亚、拉脫維亞、立陶宛、波兰、捷克、斯洛伐克、匈牙利、馬爾他、斯洛文尼亚加入歐盟。
2007年1月1日，第五次扩张第二階段，罗马尼亚、保加利亚加入欧盟。
2009年12月1日，《里斯本條約》正式生效。根据《里斯本條約》，欧盟設置新的歐洲理事會主席、歐盟外交和安全政策高級代表。條約加入了《欧洲联盟基本權利憲章》以保障人權，使歐洲議會和各成員國議會有更大的發言權以增加歐盟的民主正當性，並試著增進歐盟委員會和歐盟理事會的效率。
2013年7月1日，克罗地亚加入歐盟。
2016年6月24日，英國公投決定脫離歐盟，將開始協商達成退出歐盟協議，直至2019年3月29日，英國將繼續是歐盟成員，繼續執行歐盟法律和其他經貿協議。直到英國和歐盟達成退出歐盟的協議，並獲得歐洲議會和英國國會的通過，英國才能正式脫離歐盟。直至2020年1月29日，歐洲議會通過英國脫歐協議，同年1月31日英國才正式脫離歐盟。
2022年1月23日，比利時布魯塞爾爆發大規模反防疫示威，示威不但演變為暴力衝突，歐盟總部大樓也遭受衝擊和破壞。
俄羅斯入侵烏克蘭期間，烏克蘭總統澤連斯基於2022年2月28日宣佈申請加入歐盟，格魯吉亞及摩爾多瓦亦於3月3日相繼宣佈申請加入，波士尼亞於2023年3月22日宣布申請加入，瑞士本來是想加入，但公投失敗。

### 前欧洲各共同体在欧盟中的角色
“欧洲各共同体”是三個歐洲國際組織在機構整併之後的統稱，它們分別是：欧洲共同体（歐盟成立之前叫做“歐洲經濟共同體”）、歐洲煤鋼共同體、歐洲原子能共同體。隨著歐盟成立，“欧洲各共同体”被立為欧盟三支柱的第一支柱，其他兩個是：第二支柱共同外交与安全政策，和第三支柱刑事案件的警察合作與司法合作。
“歐洲煤鋼共同體”之成立契約中即訂定有效期50年，於2002年到期解散；隨著2009年《里斯本條約》的生效，廢止了欧洲共同体（原“歐洲經濟共同體”），其任務和地位由歐盟承接；所以2009年12月起，三個共同體只剩下一個歐洲原子能共同體。《里斯本條約》也取消了歐盟三支柱的結構，將各支柱的任務與透過里斯本條約新取得之權限做更緊密的整併。由於在《里斯本條約》的新架構下有這些變革，歐盟官方鑑於“歐洲各共同體”的名稱不再適於描述歐盟當前的運作方式，不再使用此名詞。

## 政治
欧盟通过国际和政府间决策相结合的混合系统运作，并遵循授予原则（即它在条约授予的权限范围内行事）和辅助性原则（即它只能在成员国单独行动无法充分实现目标的情况下行事）。欧盟法律以多种形式通过。一般来说，它们可以分为两类：无需国家实施措施即可生效的法律（法规）和特别需要国家实施措施的法律指令）。
欧盟政策通常通过歐洲聯盟指令颁布，然后在欧盟成员国的国内立法中实施，以及欧盟法规，这些法规在所有成员国立即具有约束。在欧盟层面，特殊利益集团受到监管，以试图平衡私人利益与公共利益。

### 条约
| 圖例： 事實上繼承 框架： 事實上的內部框架 外部框架 | 圖例： 事實上繼承 框架： 事實上的內部框架 外部框架 | 圖例： 事實上繼承 框架： 事實上的內部框架 外部框架 |                               |                          |                                |                                |                         |                                                |                                                |                                                |                                                |                                                | 歐洲聯盟（歐盟）                               | 歐洲聯盟（歐盟） | 歐洲聯盟（歐盟） | 歐洲聯盟（歐盟） |            |            |
| 圖例： 事實上繼承 框架： 事實上的內部框架 外部框架 | 圖例： 事實上繼承 框架： 事實上的內部框架 外部框架 | 圖例： 事實上繼承 框架： 事實上的內部框架 外部框架 | 歐洲各共同體                  | 歐洲各共同體             | 歐洲各共同體                   | 歐洲各共同體                   | 歐洲各共同體            | （歐盟三支柱）                                 | （歐盟三支柱）                                 | （歐盟三支柱）                                 |                                                |                                                |                                                |                  |                  |                  |            |            |
| 圖例： 事實上繼承 框架： 事實上的內部框架 外部框架 | 圖例： 事實上繼承 框架： 事實上的內部框架 外部框架 | 圖例： 事實上繼承 框架： 事實上的內部框架 外部框架 |                               |                          | 歐洲原子能共同體               | 歐洲原子能共同體               | 歐洲原子能共同體        | 歐洲原子能共同體                               | 歐洲原子能共同體                               |                                                |                                                |                                                | 現今                                           |                  |                  |                  |            |            |
| 圖例： 事實上繼承 框架： 事實上的內部框架 外部框架 | 圖例： 事實上繼承 框架： 事實上的內部框架 外部框架 | 圖例： 事實上繼承 框架： 事實上的內部框架 外部框架 |                               | 歐洲煤鋼共同體           |                                |                                |                         |                                                |                                                |                                                |                                                |                                                |                                                |                  |                  |                  |            |            |
| 圖例： 事實上繼承 框架： 事實上的內部框架 外部框架 | 圖例： 事實上繼承 框架： 事實上的內部框架 外部框架 | 圖例： 事實上繼承 框架： 事實上的內部框架 外部框架 |                               | 歐洲經濟共同體           |                                |                                |                         |                                                |                                                |                                                |                                                |                                                |                                                |                  |                  |                  |            |            |
| 圖例： 事實上繼承 框架： 事實上的內部框架 外部框架 | 圖例： 事實上繼承 框架： 事實上的內部框架 外部框架 | 圖例： 事實上繼承 框架： 事實上的內部框架 外部框架 |                               |                          |                                |                                |                         |                                                | 申根區                                         | 申根區                                         | 歐洲共同體                                     | 歐洲共同體                                     |                                                |                  |                  |                  |            |            |
| 圖例： 事實上繼承 框架： 事實上的內部框架 外部框架 | 圖例： 事實上繼承 框架： 事實上的內部框架 外部框架 | 圖例： 事實上繼承 框架： 事實上的內部框架 外部框架 | TREVI                         | TREVI                    | TREVI                          | 司法與內政合作                 |                         |                                                |                                                |                                                |                                                |                                                |                                                |                  |                  |                  |            |            |
| 圖例： 事實上繼承 框架： 事實上的內部框架 外部框架 | 圖例： 事實上繼承 框架： 事實上的內部框架 外部框架 | 圖例： 事實上繼承 框架： 事實上的內部框架 外部框架 | TREVI                         | TREVI                    | TREVI                          | 司法與內政合作                 |                         | / 北大西洋公約組織                             | / 北大西洋公約組織                             | 現今                                           | 刑事領域警務與司法合作                         | 刑事領域警務與司法合作                         |                                                |                  |                  |                  |            |            |
| 英法協約                                           | 英法協約                                           | [西方聯盟到北約]                                   | [西方聯盟到北約]              | 歐洲政治合作             | 歐洲政治合作                   | 歐洲政治合作                   | 歐洲政治合作            | / 北大西洋公約組織                             | / 北大西洋公約組織                             | 現今                                           |                                                | 共同外交與安全政策                             | 共同外交與安全政策                             |                  |                  |                  |            |            |
| 英法協約                                           | 英法協約                                           | 西方聯盟                                           | 西方聯盟                      | 西方聯盟                 | / 西歐聯盟                     | / 西歐聯盟                     | / 西歐聯盟              | [1984年羅馬宣言重新激活了西歐聯盟並轉交至歐盟] | [1984年羅馬宣言重新激活了西歐聯盟並轉交至歐盟] | [1984年羅馬宣言重新激活了西歐聯盟並轉交至歐盟] | [1984年羅馬宣言重新激活了西歐聯盟並轉交至歐盟] | [1984年羅馬宣言重新激活了西歐聯盟並轉交至歐盟] | [1984年羅馬宣言重新激活了西歐聯盟並轉交至歐盟] |                  |                  |                  |            |            |
| 英法協約                                           | 英法協約                                           | 西方聯盟                                           | 西方聯盟                      | 西方聯盟                 | / 西歐聯盟                     | / 西歐聯盟                     | / 西歐聯盟              |                                                |                                                |                                                |                                                |                                                |                                                |                  |                  |                  |            |            |
| 英法協約                                           | 英法協約                                           | 西方聯盟                                           | 西方聯盟                      | 西方聯盟                 | [社會、文化移交歐洲理事會負責] | [社會、文化移交歐洲理事會負責] | 現今                    |                                                |                                                |                                                |                                                |                                                |                                                |                  |                  | 论 编            | 论 编      |            |
|                                                    |                                                    |                                                    | 歐洲理事會                    |                          |                                |                                | 現今                    |                                                |                                                |                                                |                                                |                                                |                                                |                  |                  | 论 编            | 论 编      |            |
| 英法協約                                           | 敦克爾克條約                                       | 布魯塞爾條約                                       | 歐洲委員會法規 與北大西洋公約 | 巴黎條約與歐洲防務共同體 | 倫敦–巴黎會議                  | 羅馬條約                       | 西歐聯盟-歐洲理事會協議 | 合併條約                                       | 達維尼翁報告                                   | 歐盟高峰會成立                                 | 單一歐洲法案                                   | 申根公約                                       | 馬斯垂克條約                                   | 阿姆斯特丹條約   | 尼斯條約         | 里斯本条约       | 里斯本条约 | 里斯本条约 |

### 歐洲聯盟機構
| 欧洲理事会 - 决定大政方针 - | | 欧洲联盟理事会 - 立法机构 - | | 欧洲议会 - 立法机构 - |  | 欧盟委员会 - 行政机构 - |  |  |
| Members of the European Council 2011 | EU Council room | European Parliament | European Commission building |                       |  |                         |  |  |
| - 國家元首或政府首脑、欧洲理事会主席和欧盟委员会主席参与的最高层会议。 - 为联盟发展提供必要的政治动力，并制定其总体目标和优先事项 - 不立法 - 总部在布鲁塞尔 | - 与议会一起作为立法机构 - 与议会共同拥有预算权 - 确保广泛的经济和社会政策的协调，制定共同外交与安全政策(CFSP)的准则 - 缔结国际条约 - 总部在布鲁塞尔 | - 与理事会一起作为立法机构 - 与理事会共同拥有预算权，并拥有最终决策权 - 拥有包括欧洲委员会在内多个机构的民主控制权和批准委员会成员（任命）的权力 - 总部和全体会议在斯特拉斯堡，主要在布鲁塞尔开会 | - 是联盟的行政机构 - 向理事会和议会提交新的立法建议 - 执行政策 - 管理預算 - 确保欧盟各项法律文件的具体贯彻执行（“条约的守护者”） - 进行国际条约的谈判 - 总部在布鲁塞尔 |                       |  |                         |  |  |
| | | | |                       |  |                         |  |  |

|                                                                                              | 歐洲聯盟法院 - 司法机构 - |                                     | 欧洲中央银行 - 中央银行 - |  | 欧洲审计院 - 财务审计机构 - |  |
| ECJ room                                                                                     | European Central Bank | ECA building                        |                           |  |                             |  |
| - 确保统一适用和解释欧洲法律 - 有权决定会员国、机构、企业和个人之间的法律纠纷 - 总部在卢森堡 | - 与国家中央银行形成了歐洲中央銀行體系，从而决定了欧元区的货币政策 - 通过控制货币供应量确保欧元区的物价稳定 - 总部在法兰克福 | - 检查預算的正确执行 - 总部在卢森堡 |                           |  |                             |  |

#### 歐盟的外圍組織
- 歐洲經濟區
- 歐洲原子能共同體
- 地中海聯盟

#### 以下機構和歐盟沒有直接的關係
- 歐洲委員會
- 歐洲人權法院
- 歐洲太空總署
- 歐洲核子研究組織

#### 名稱釐清
以下是幾個非常容易混淆的歐洲機構：
| 英文         |                                                        |                                                |                                              |                                                                              |
| 中国大陆譯名 |                                                        |                                                |                                              | [ 17 ]                                                                       |
| 台湾譯名     |                                                        |                                                | [ 19 ] [ 20 ]                                | [ 21 ]                                                                       |
| 地位         | 歐盟事實上的最高决策机构                               | 歐盟的立法部門                                 | 歐盟的執行部門                               | 不是歐盟的機構。由《欧洲委员会法规》所成立，具有國際法地位，包含歐洲人權法院 |
| 成員         | 由歐盟成員國國家或政府首腦、執委會主席及自己的主席組成 | 由歐盟成員國部長級官員組成                     | 由歐盟成員國各派一員代表，經歐洲議會同意組成 | 47個成員國                                                                   |
| 主席         | 由歐盟高峰會任命，任期兩年半，可連任一次               | 每六個月由各成員國輪流出任（外交理事會除外）   | 由歐盟高峰會提名，經歐洲議會同意，任期五年   | 其中外長會議每六個月由各成員國輪流出任                                       |
| 所在地       | 布鲁塞尔                                               | 布鲁塞尔                                       | 布鲁塞尔                                     | 斯特拉斯堡                                                                   |
| 官方網站     | www.european-council.europa.eu （页面存档备份，存于）  | www.consilium.europa.eu （页面存档备份，存于） | ec.europa.eu （页面存档备份，存于）          | www.coe.int （页面存档备份，存于）                                           |

### 歐盟任務與政策

#### 條約賦予的歐盟任務
依據《歐盟運作條約》，歐盟權限分為聯盟專屬任務，以及聯盟與會員國的共同任務。其中第1部（Part）第1篇（Title）第4條（Article）第2項規定，聯盟與會員國共同的主要任務領域有10個：
1. 內部市場（法語：Marché intérieur）
2. 社會政策，限於本條約所定義之範圍；
3. 經濟、社會與領土的團結；
4. 農業和漁業，不含海洋生態的保護；
5. 環境保護；
6. 消費者保護；
7. 運輸；
8. 全歐網絡（英語：Trans-European Networks）；
9. 能源；
10. 自由、安全與正義的領域；
11. 大眾健康的共同政策，限於本條約所定義之範圍。

#### 目前主要政策
- 實行《里斯本條約》核心的決策機制
- 成員國間的自由貿易
- 一致的对外关税，以及一致的对外贸易地位
- 参见《申根公约》移除成员国家的边界控制（愛爾蘭、罗马尼亚、保加利亚和塞浦路斯除外）
- 欧盟成员国任何国家的公民在自给自足的情况下，都可以自由地在其他欧盟成员国内居住和工作
- 允许欧盟任何国家的公民在当地政府和欧洲议会的选举中投票歐元标志
- 成员国间资金自由流动
- 协调政府法规公司法律和商标注册

歐元标志

- 单一货币：歐元（欧元区内各国，不含丹麥、瑞典、波蘭、羅馬尼亞、保加利亞、捷克、匈牙利，但部分国家欧元和该国货币并用）
- 欧盟内部大范围的环境政策合作
- 共同的农业和牧业政策
- 在预防犯罪行为方面进行协作，包括分享情报，协调犯罪行为的定义
- 一个共同的对外政策是欧盟努力的目标，但是仍然有相当的一段路要走。欧盟在2003年对伊战争上的分歧表明了欧盟離这个目标还有多远的路程
- 一个共同的安全策略，包括建立一支60,000人的快速反应部队作为维和目的，一支欧盟军队和一个欧盟卫星中心（获取情报目的）
- 对收容和外来移民制定一致的政策
- 共同的附加税、消费税等等
- 援助不发达地区的基金
- 建立援助候选国和其他东欧国家的资金
- 研究基金
- 欧盟国家要将每年的预算提交给欧盟委员会审查，欧盟委员会有权否决并要求成员国修改预算[27]。

所有这些目标取决于成员国之间的协调，而欧盟法律现在也越来越多地出现在成员国的法律体系中。所有的成员国都被要求在一个共同的欧洲法律框架内立法。

## 成員國
目前，歐盟有27個成員國。
1. 1958年創始國

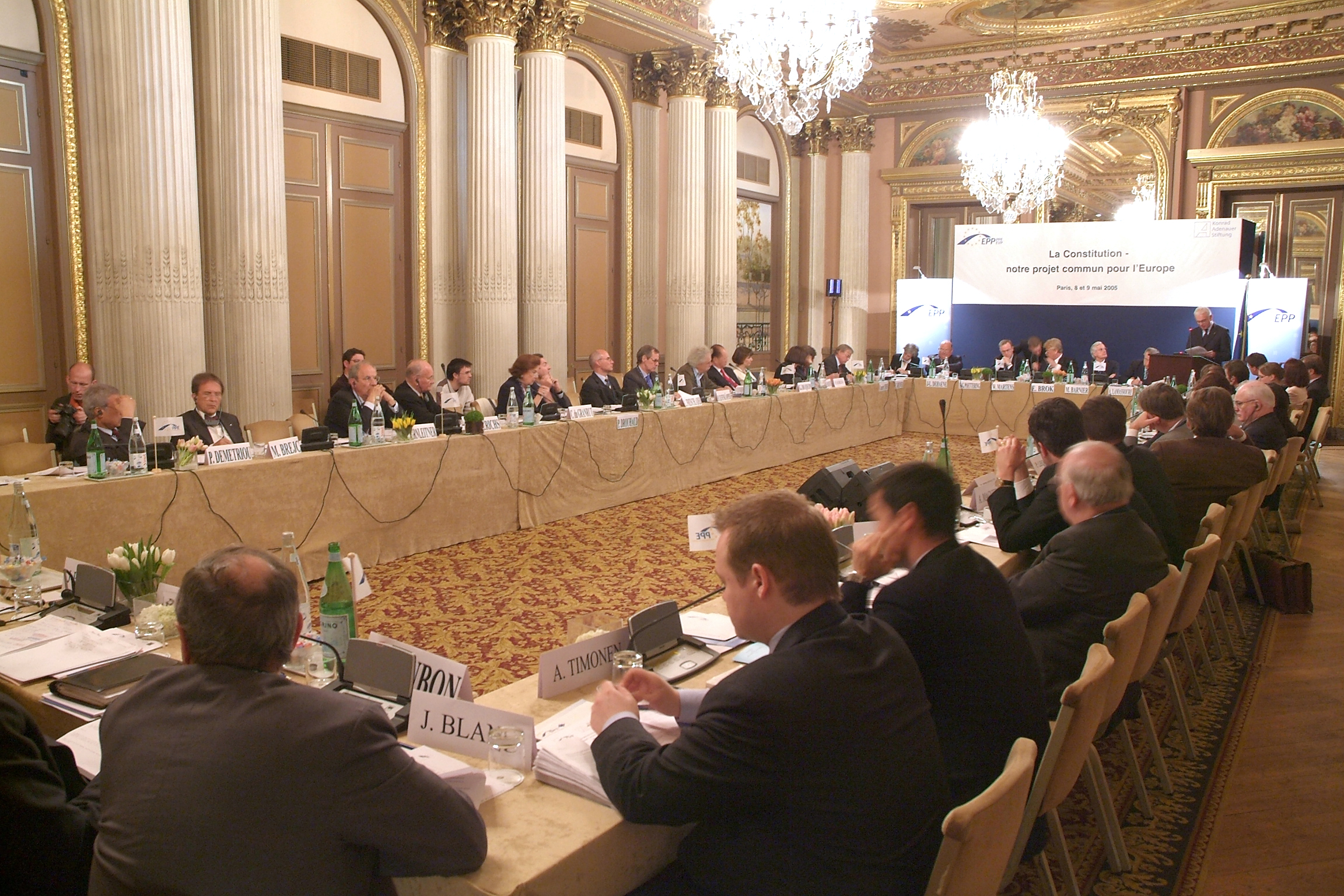
2005年歐盟EPP大會

  -  联邦德国（1990年10月3日兩德統一，统一后的德国仍是欧盟成员国）
  -  荷蘭
  -  比利时
  -  盧森堡
  -  法國
    -  法属阿尔及利亚（1830年－1962年间为法国殖民地，1958年作为法国海外省与法国加入欧洲共同体，1962年独立后成立阿尔及利亚并主动退出欧洲共同体管辖）

  -  意大利
2. 1973年
  -  丹麦
    -  格陵兰（丹麦自治领地，1973年作为丹麦自治领地与丹麦加入欧洲共同体，1985年格陵兰退出欧盟和欧洲共同体管辖）

  -  英国（2020年1月31日退出欧盟）
  -  爱尔兰
3. 1981年
  -  希腊
4. 1986年
  -  西班牙
  -  葡萄牙
5. 1995年
  -  瑞典
  -  芬兰
  -  奥地利
6. 2004年
  -  賽普勒斯
  -  爱沙尼亚
  -  拉脫維亞
  -  立陶宛
  -  波蘭
  -  捷克
  -  斯洛伐克
  -  匈牙利
  -  馬爾他
  -  斯洛維尼亞
7. 2007年
  -  羅馬尼亞
  -  保加利亚
8. 2013年

此外，还有4个欧洲微型国家，这些国家虽然名义上没有加入欧盟，但他们的周边国家都是欧盟成员国，他们的经济也过多依赖他们的邻国，而且这些国家境内主要流通的货币也是欧元，其中三个国家还与他们的邻国没有边境检查，有些小国还依靠邻国（都是欧盟国家）的军队保护，故居民其实已生活在欧盟之中。这四个国家是：
- 安道尔
- 摩納哥
- 梵蒂冈
- 圣马力诺

（后三个主权国家与它们的邻国没有边境检查）
摩纳哥不是欧盟的成员，但是通过与法国的关税联盟使用与法国一样的货币：欧元，摩纳哥与欧盟有非常紧密的联系。摩纳哥获得了歐元硬幣的铸造权，即有在硬币的国家面上使用摩纳哥自己的设计的权利。
安道尔並非欧盟成員國，但兩者間有特殊关系（歐盟對安道爾出口的產品實施零關稅）。此外安道爾本身並無法定的貨幣，1999年之前採用法國法郎及西班牙比塞塔，之後使用歐元。2003年7月欧元正式成为其法定货币。
圣马力诺共和国不是欧盟国家，但是仍然可以通过欧盟理事会的许可而使用欧元作为国家货币。同时圣马力诺也被授权在欧元硬币的国家一侧拥有自己进行设计的权力。自1999年1月1日起，聖馬利諾有權使用欧元作為其官方貨幣。
梵蒂冈在意大利使用欧元后与欧盟签订了特别协议，发行小量铸造的属于梵蒂冈的欧元硬币。此前梵蒂冈使用意大利里拉和梵蒂冈里拉。
歐盟一部分成員國的海外領地，如格陵蘭（1985年退出）等，不是歐盟的一部分，不过南美洲的法屬圭亞那，因作為法國海外領土及法國領土的一部分，屬于例外。
名義上，整個賽普勒斯都在2004年5月1日之後，正式加入歐盟，屬於歐盟的一部分，但實際上歐盟的範圍不包括北賽普勒斯土耳其共和國（該國被認為事實上被土耳其佔領，不被國際承認）。

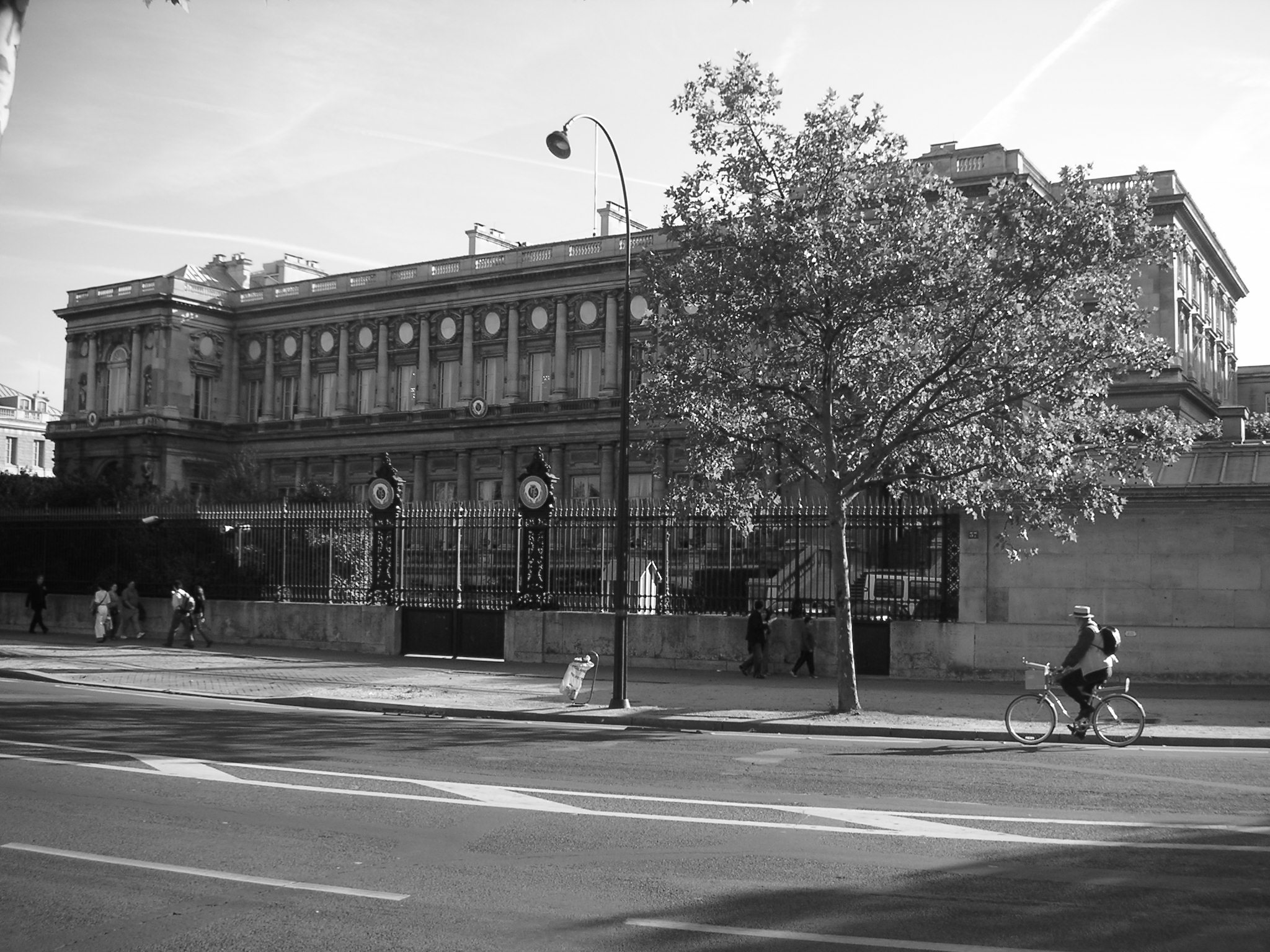
法國外交部所在地奧賽堤岸大廈（Hôtel du Quai d'Orsay）是1950年代歐洲煤鋼共同體的發起地
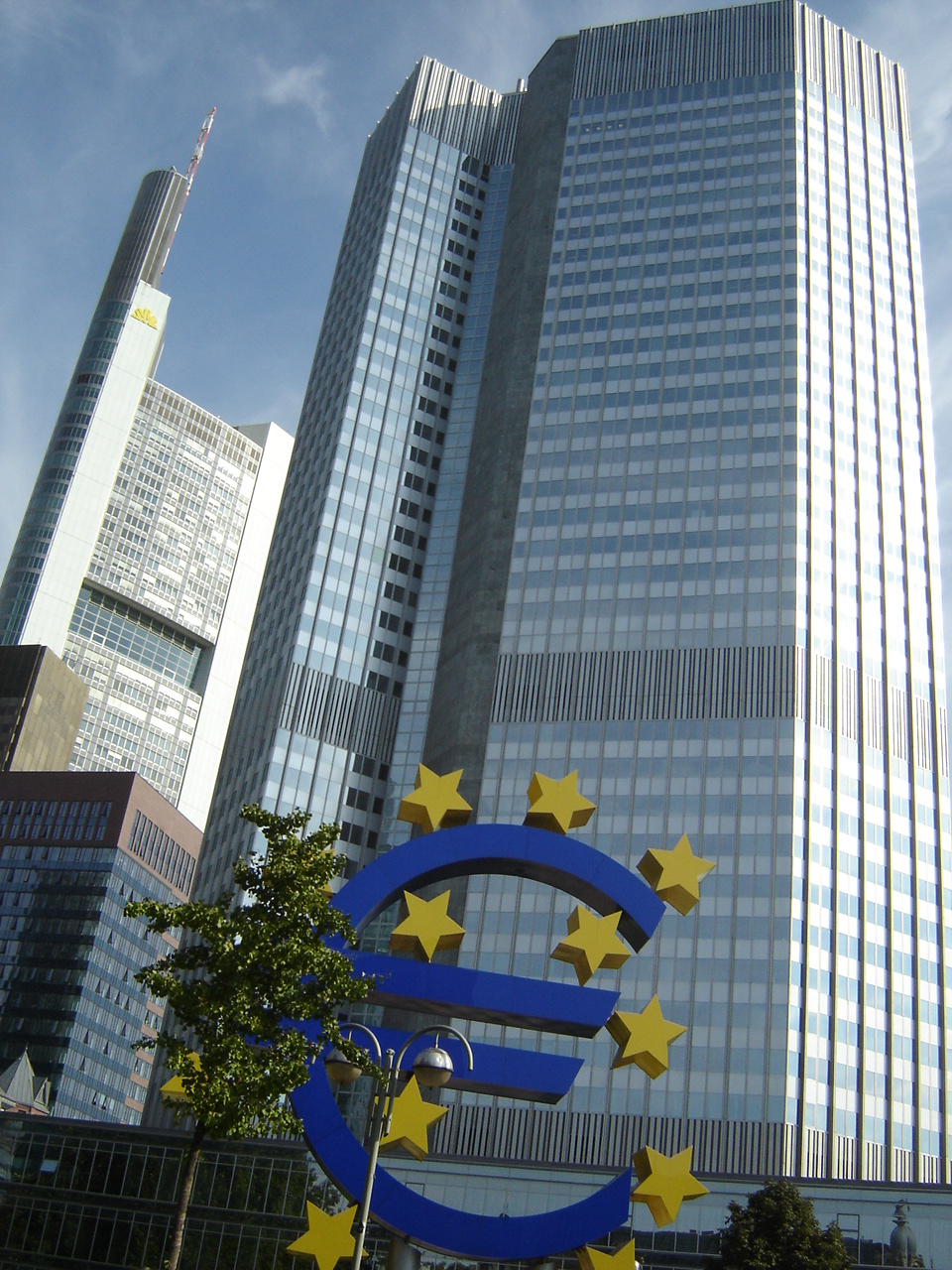
歐洲中央銀行大樓

### 最大城市列表
| 排名 | 城市區   | 圖像 | 國家   | 城市區人口 (Demographia) | 城市凝聚區人口 (UN WUP) | 人口密度 (人/km²; Demographia) | 人口年增長率 (%; Demographia) |
| ---- | -------- | ---- | ------ | ------------------------ | ----------------------- | ------------------------------ | ----------------------------- |
| 1    | 巴黎     |      | 法國   | 10,858,000               | 10,843,285              | 3,800                          | 0.83                          |
| 2    | 魯爾區   |      | 德国   | 6,679,000                | N/A                     | 2,800                          | 0.01                          |
| 3    | 馬德里   |      | 西班牙 | 6,171,000                | 6,199,254               | 4,600                          | 0.27                          |
| 4    | 米蘭     |      | 意大利 | 5,257,000                | 3,098,974               | 2,800                          | −0.16                         |
| 5    | 巴塞罗納 |      | 西班牙 | 4,693,000                | 5,258,319               | 4,300                          | 0.12                          |
| 6    | 柏林     |      | 德国   | 4,069,000                | 3,563,194               | 2,900                          | 0.01                          |
| 7    | 羅馬     |      | 意大利 | 3,906,000                | 3,717,956               | 3,400                          | 0.89                          |
| 8    | 那不勒斯 |      | 意大利 | 3,706,000                | 2,201,789               | 3,600                          | 0.01                          |
| 9    | 雅典     |      | 希腊   | 3,484,000                | 3,051,899               | 5,000                          | 0.29                          |

### 成员国的政体

欧洲联盟成员国的政体
总统制共和国家，由总统掌握实权。
半总统制共和国家，由总统和独立于总统的内阁
分享权力。
议会制君主立宪制国家，君主本身并没有实权。
议会共和制及委员会制国家，国家元首本身并
没有实权。

欧盟成员国的政体虽各不相同，但基本同属民主政体；塞浦路斯共和国为总统制；法兰西共和国、葡萄牙共和国、立陶宛共和国、罗马尼亚为半总统制；芬兰共和国、爱沙尼亚共和国、拉脱维亚共和国、波兰共和国、德意志联邦共和国、奥地利共和国、意大利共和国、匈牙利共和国、捷克共和国、斯洛伐克共和国、斯洛文尼亚共和国、爱尔兰共和国、希腊共和国、克罗地亚共和国、保加利亚共和国、马耳他共和国则为议会共和制；而荷兰、卢森堡大公国、比利时王国、瑞典王国、丹麦王国、西班牙王国为议会制君主立宪制；其中，实行共和制的成员国占全部成员国的85%。
|            |                                        | 国体 | 国体       | 国体                                 | 国体   |
| ---------- | -------------------------------------- | --- | ---------- | ------------------------------------ | ------ |
| 共和立宪制 | 联邦共和制                             | 君主立宪制 | 联邦君主制 |                                      |        |
| 政体       | 議會制 含议会共和制與 议会制君主立宪制 | 奥地利 · 保加利亚 · 捷克 · 爱沙尼亚 · 芬兰 · 希腊 · 匈牙利 · 爱尔兰 · 義大利 · 拉脫維亞 · 馬爾他 · 波蘭 · 斯洛伐克 · 斯洛維尼亞 | 德国       | 丹麦 · 盧森堡 · 荷蘭 · 西班牙 · 瑞典 | 比利时 |
| 政体       | 半总统制                               | 法國 · 立陶宛 · 葡萄牙 · 羅馬尼亞                                                                                               | 無         | 不適用                               | 不適用 |
| 政体       | 总统制                                 | 賽普勒斯 | 無         | 不適用                               | 不適用 |

## 扩大及成员变更

欧盟成员国领土的演变

欧盟总面积4,233,262，如果視为国家的话，则是世界上第七大国家。
欧盟是世界上第三大经济体（按实际汇率），2022年的国内生产总值达到16.61兆美元，仅次于美国和中华人民共和国。
截止2022年，欧盟公民人口为4.46亿，按一国算位居世界第三位，排在中华人民共和国和印度之后。根据马斯特里赫特条约，所有欧盟成员国公民都是欧盟公民。
最初六个成员国为：法国、西德、意大利以及比荷盧聯盟（荷兰、比利时、卢森堡）。

### 1973年
英国、爱尔兰和丹麦加入。

### 1981年
民主化后的希腊加入。

### 1985年
格陵兰（丹麦自治领地）脫欧，是首個正式退出歐盟的国家及不是脱欧公投的自治領地。

### 1986年
民主化后的西班牙和葡萄牙加入。

### 1990年
东德与西德合并，欧盟的领土和人口扩大。

### 1995年
冷戰時的中立國奧地利、瑞典、芬蘭加入欧盟。

### 2004年
中歐国家以及部分东欧歐洲國家賽普勒斯、爱沙尼亚、拉脱维亚、立陶宛、波兰、捷克、斯洛伐克、匈牙利、馬爾他和斯洛維尼亚于2004年5月1日加入欧盟。这是史上规模最大的一次扩张。

### 2007年
罗马尼亚和保加利亚於2007年1月1日加入欧盟。

### 2013年
克羅地亞於2013年7月1日正式加入歐盟。

### 2020年
2016年6月23日英国脱欧公投，英国民众决定退出欧盟。2017年3月29日，英国正式启动脱欧程序。2019年10月17日，英国与欧盟达成最终版本的脱欧协议。2020年1月22日，英国议会完成对脱欧协议的立法程序。2020年1月29日，欧洲议会通过脱欧协议。2020年1月31日英国正式脱欧。2020年12月31日英國正式離開歐盟單一市場及關稅同盟。

### 未來扩大

#### 歐盟候選國

##### 啟動入盟談判的候選國
- 阿尔巴尼亚：於2014年6月24日成為歐盟候選國[29]，由於阿爾巴尼亞初時與被歐盟成員國希臘和保加利亞反對入歐的北馬其頓入歐程序被綑綁，導致阿爾巴尼亞入歐進度一度落後於塞爾維亞和黑山。及後於2022年7月19日歐盟與阿爾巴尼亞開始了加入歐盟章節審查階段，並於2023年尾完成了所有加入歐盟章節審查程序。2024年9月歐盟宣佈阿爾巴尼亞可以順利進入正式談判階段而北馬其頓則暫時凍結入歐談判程序，2024年10月15日，歐盟與阿爾巴尼亞展開加入歐盟談判。
- 北馬其頓：於2005年成為歐盟候選國，但因為與歐盟成員國希臘國名爭議遲遲未能啟動加入歐盟章節審查階段。後來於2019年時任北馬其頓領導人與希臘達成共識宣佈改國名，才於2022年7月19日與阿爾巴尼亞一起進入加入歐盟章節審查階段並於2023年年尾完成。不過最近另一個歐盟成員國保加利亞反對北馬其頓繼續加入歐盟程序，於是北馬其頓又再次滯後入歐進程，因此於2024年9月歐盟宣佈阿爾巴尼亞可以順利進入正式談判階段而北馬其頓則暫時凍結入歐談判程序。[30]
- 乌克兰、 摩尔多瓦：2022年2月28日俄罗斯入侵烏克蘭後，兩國陸續申請加入[31]，3月1日歐洲議會通過呼籲歐盟委員會盡力授予烏克蘭歐盟候選國地位的決議案，歐盟委員會說明烏克蘭需先結束戰事。[32]6月23日，歐盟通過烏克蘭、摩爾多瓦成為歐盟候選國[33]。2023年12月歐盟理事會通過與兩國的啟動入盟談判之加入歐盟章節審查階段。[34]

##### 尚未启动入盟谈判的候選國
- 土耳其：从1963年开始就成为欧共体的准会员国，土耳其作為北約成員，因此也被列入欧盟扩大的候选国。由於土耳其政府拒絕承認亞美尼亞種族大屠殺、賽普勒斯領土爭端和伊斯蘭教信仰等問題[35]（歐盟成員國均為基督教文化背景的國家），直至现在还没有被批准加入欧盟。此外土耳其缺乏民主、人權、新聞自由及司法獨立等，由於歐盟國家的經濟、宗教、文化及種族差異，加上土耳其總統埃爾多安近年漸趨威權主義及獨裁，其政策偏離歐盟的價值觀，尤以埃爾多安在2017年批評德國禁止土耳其官員入境，為居住德國土耳其僑民宣傳支持修憲的拉票活動是納粹的行為更為明顯，有關修憲內容更是擴大總統埃爾多安的權力，對民主及分權制衡造成破壞。現時土耳其已大大降低加入歐盟的積極性，與歐盟關係疏離，轉而在俄罗斯与美国和欧盟之间周旋，以获取最大利益。並改以經濟條約談判取代。
- ：2022年12月通過成为欧盟候选国[36]。
- ：也在2022年俄罗斯入侵乌克兰期间申请加入，[37]2023年12月14日歐盟通過授予候選國。

#### 申请成为或正在磋商成为候选国
- 科索沃：2022年12月15日正式提交加入欧盟的申请[38]。
- 塞爾維亞：与歐盟談判中。
- 蒙特內哥羅：与歐盟談判中。

#### 已放弃入盟国
1. 冰島：于2015年3月宣布放弃加入欧盟，目前是歐洲自由貿易聯盟成員國。
2. 列支敦斯登：至今沒有加入歐盟，目前是歐洲自由貿易聯盟成員國。
3. 挪威：曾于1972年和1994年兩次在國內進行加入歐盟的全民投票，均未被通過，因此至今沒有加入歐盟。但挪威的“欧洲经济区”（EEA）使挪威也享受与欧盟成员国企业和国民的同等待遇[39]。
4. 瑞士：于1992年进行加入欧洲经济区、成为欧盟单一市场的一员的公投，未被通过。2016年6月，瑞士联邦议会通过决议撤回加入欧洲联盟的申请[40]。

## 地理

欧洲地形图（欧盟突出显示）

欧盟成员国总面积4233262平方公里，因此是欧洲大陆的很大一部分。欧盟最高峰是格拉耶山的勃朗峰，海拔4810.45米。欧盟的最低点是丹麦的拉姆峡湾和荷兰的最南端的浅滩，位于海平面以下7米。欧盟的景观、气候和经济受到其65993公里海岸线的影响。
除了在欧洲的领土外，成员国还有32个特殊领土，不是所有特殊领土都是欧盟的一部分。面积最大的是格陵兰岛，它不是欧盟的一部分，但公民是欧盟公民；人口最多的是非洲外的加那利群岛，它们是欧盟和申根区的一部分。南美洲的法属圭亚那和马达加斯加北部的马约特都是欧盟和欧元区的一部分。

### 欧洲气候

欧洲（包括非欧盟成员国）的柯本-盖格气候分类地图

欧盟成员国的气候温和，大陆性气候和西部沿海地区以海洋性气候为主，南部为地中海气候。气候受墨西哥湾暖流影响，该暖流使西部地区的气温达到其它大陆类似纬度无法达到的水平。西欧是海洋性气候，而东欧则是大陆性气候。西欧有四个季节，而南欧则有雨季和旱季。南欧在夏季炎热干燥。由于盛行西风带，水体下向的地区降水量最大，阿尔卑斯山的降水量也较高。

### 欧洲的气候变化

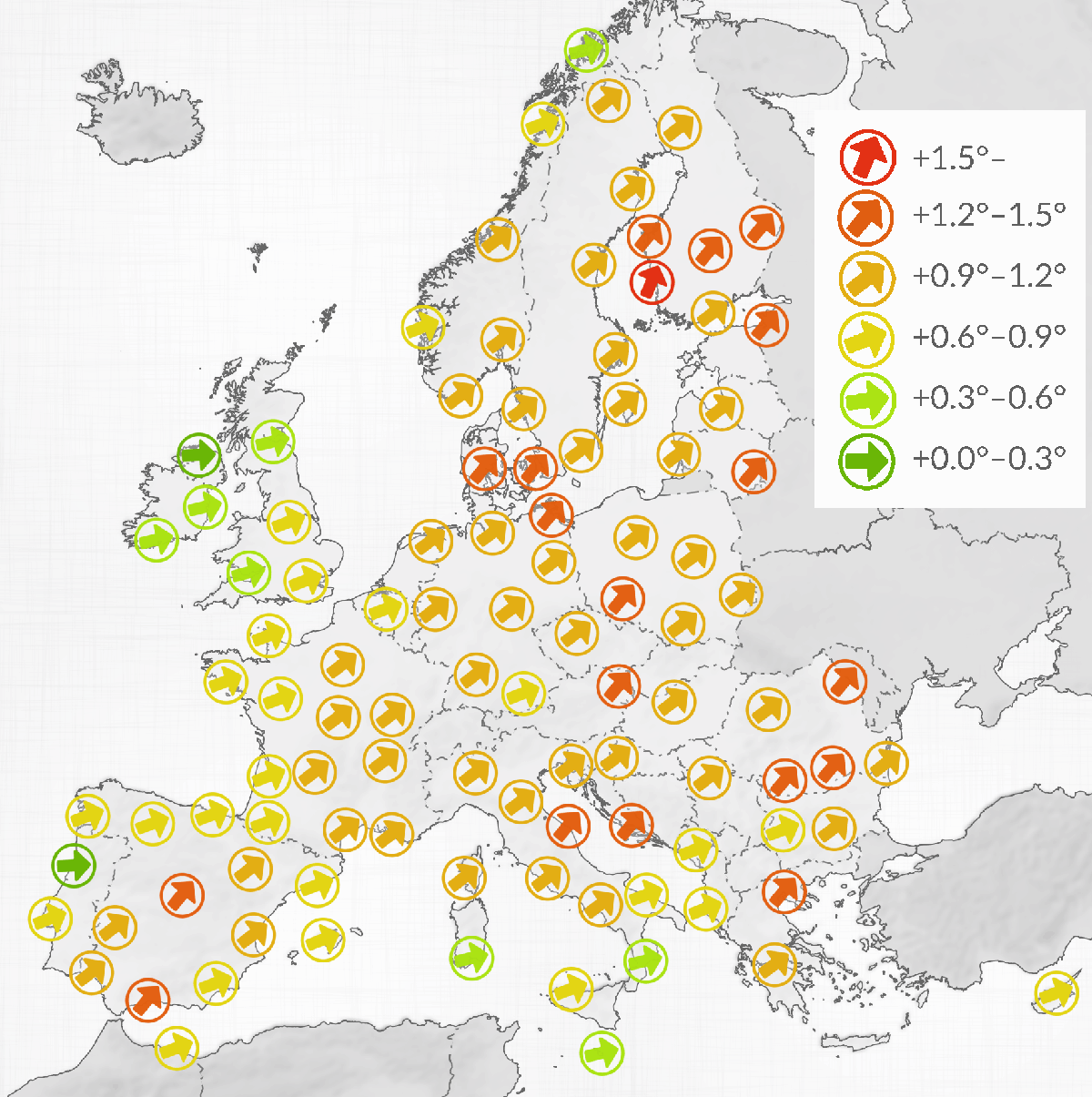
欧洲部分城市年平均气温变化（1900-2017）

1957年，欧洲经济共同体成立时，还没有制定环境政策。在过去的50年里，许多法律已经建立起来，涵盖了环境保护的所有领域，包括空气污染、水质量、废物管理、自然保护以及化学品、工业危害和生物技术控制。根据欧洲环境政策研究所的数据，环境法包括500多个指令、法规和决定，使环境政策成为欧洲政治领域。
欧盟最初通过将环境问题定义为贸易问题，增加了欧盟在环境问题上的行动能力。各成员国的标准不同，共同市场可能会出现贸易壁垒和竞争。在随后的几年里，环境成为一个正式的领域拥有自己的政策、原则和程序。1987年《单一欧洲法》的通过为欧盟环境政策奠定了法律基础。
最初，欧盟环境政策的重点在欧洲。最近，欧盟在全球环境治理中表现出领导力，尽管美国反对，欧盟为《京都议定书》的批准和生效发挥了作用。这一领域在欧盟的第六个环境行动计划中得到了体现，该计划认识到，在欧盟层面和全球范围内积极支持和适当实施关键国际协议，才能实现其目标。里斯本条约进一步加强了欧盟的领导力。欧盟法律为欧洲的栖息地和物种保护方面发挥了重要作用，并有助于改善空气，水质量以及废物管理。
减缓气候变化是欧盟环境政策的首要任务之一。2007年，各成员国同意，未来欧盟使用的能源中，20%必须是可再生能源，而且到2020年，二氧化碳排放量必须比1990年的水平至少降低20%。2017年，欧盟排放了全球9.1%的温室气体。欧盟声称，到2018年，其温室气体排放量已经比1990年低了23%。
欧盟已经采用了一种排放权交易系统，将温室气体排放纳入经济之中。欧洲绿色首都奖，授予那些注重环境、能源效率和城市地区生活质量的城市，以创建智慧城市。在2019年欧洲议会选举中，绿色政党增加了影响力，可能是因为后物质主义价值观的兴起。2018-2019年提出了到2050年欧盟实现零碳经济的建议。几乎所有成员国在2019年6月的欧盟峰会上都支持这一目标。捷克共和国、爱沙、匈牙利和波兰表示反对。2021年6月，欧盟通过了一项欧洲气候法，目标是到230年将温室气体排放量减少55%，到2050年实现碳中和。同年，欧盟和美国到2030年将甲烷排放量减少30%。这一承诺被认为是减缓气候变化的一大成就。2024年11月的一份研究报告宣布，捷克共和国是欧盟在排放护理方面最有效的国家。

## 经济

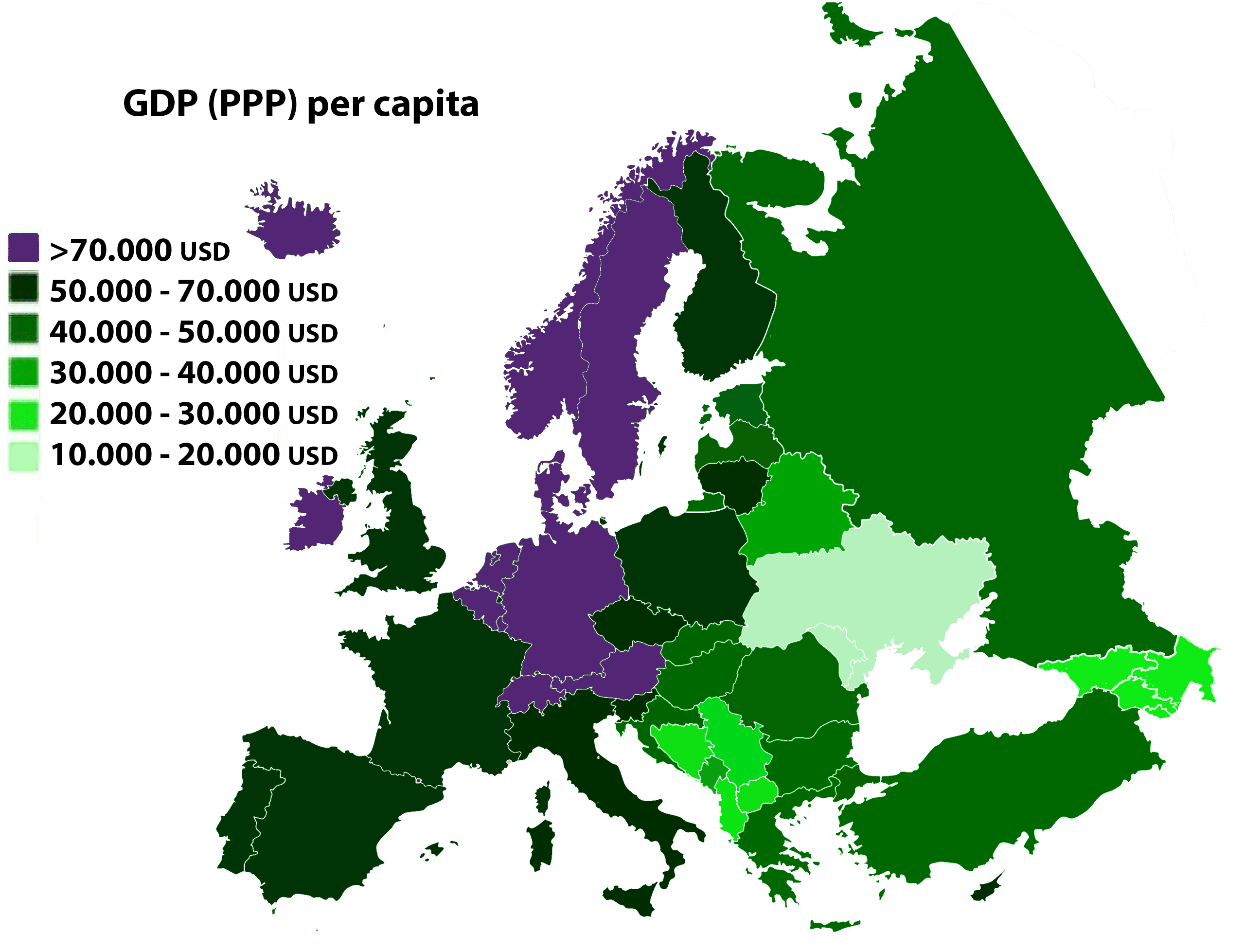
2021年人均GDP（购买力均价）（包括非欧盟国家）

2022年，欧盟成员国的国内生产总值（GDP）为16.64万亿美元，约占世界GDP的6.6%。欧盟各成员国之间以及各成员国内部的人均GDP存在显著差异。2017年，最和最贫困的地区之间的差异从欧盟28国平均水平（30000欧元）的31%到253%（卢森堡），即从4600欧元到92,600欧元不等。
欧盟成员国拥有世界上估计第三大的净财富，仅次于美国（140万亿美元）和中国（84万亿美元），相当于财富的六分之一左右（76万亿美元）。在2010年按收入计算的财富世界500强中，有161家的总部设在欧盟。2016年，欧盟的失业率为8.9%，通货膨胀率为2.2%，经常账户余额为国内生产总值的-0.9%。2021年，欧盟的年人净收入约为25000欧元。

## 文化
自《马斯特里赫特条约》将其作为共同体的一项能力以来，成员国之间的文化合作一直是欧盟的关注点。欧盟在文化领域采取的行动包括为期七年的“文化2000计划”、“欧洲文化月”以及歐盟青年管弦樂團等。“欧洲文化之都”计划每年选择一个或多个城市，以促进文化发展。

## 外部連結
- 欧盟官方网站 （页面存档备份，存于）
- 新华社对欧盟的介绍 （页面存档备份，存于）
- 歐洲經貿辦事處 （中文）
- 欧盟对中华人民共和國政策 （英文）
- 歐盟中心2009年5月運作 提升台歐關係 （页面存档备份，存于）
- 歐洲經貿辦事處：申根公約國評估給予台灣免簽證待遇
- 淡江大學歐盟資訊中心 （页面存档备份，存于）
- 歐盟資訊中心 （页面存档备份，存于）

| 獎項                                                  | 獎項                      | 獎項                      |
| ----------------------------------------------------- | ------------------------- | ------------------------- |
| 前任者： 塔瓦库·卡曼 莱伊曼·古博薇 埃伦·约翰逊·瑟利夫 | 诺贝尔和平奖获得者 2012年 | 繼任者： 禁止化学武器组织 |